# بيت ويبر (معلق رياضي)
بيت ويبر (بالإنجليزية: Pete Weber)‏ هو معلق رياضي أمريكي، ولد في 19 يناير 1951 في غاليسبورغ في الولايات المتحدة.